# 獅子灣 (昂韋爾島)
獅子灣（英語：Lion Sound），是南極洲的海灣，位於昂韋爾島東南岸，屬於帕默群島的一部分，由比利時探險隊發現，在1927年由英國研究隊繪入地圖，現時由南極條約體系管理。